# Eleições legislativas de 2011 em Vila Nova de Famalicão

## Resultados Oficiais
| Partido                 | Partido                        | Votos   | %               | +/-   |
| ----------------------- | ------------------------------ | ------- | --------------- | ----- |
|                         | Partido Social Democrata       | 30 145  | 39,07 / 100,00  | 9,47  |
|                         | Partido Socialista             | 27 675  | 35,87 / 100,00  | 8,95  |
|                         | CDS – Partido Popular          | 7 650   | 9,91 / 100,00   | 0,37  |
|                         | Coligação Democrática Unitária | 3 218   | 4,17 / 100,00   | 0,24  |
|                         | Bloco de Esquerda              | 3 173   | 4,11 / 100,00   | 3,54  |
|                         | Outros                         | 2 496   | 3,23 / 100,00   |       |
| Votos Inválidos         | Votos Inválidos                | 2 804   | 3,63 / 100,00   | 1,44  |
| Total                   | Total                          | 77 161  | 100,00 / 100,00 |       |
| Eleitorado/Participação | Eleitorado/Participação        | 116 298 | 66,35 / 100,00  | 1,89  |
| Fonte                   | Fonte                          | [ 1 ]   | [ 1 ]           | [ 1 ] |

## Resultados por Freguesia
Os resultados seguintes referem-se aos partidos que obtiveram mais de 1,00% dos votos::
| Freguesia              | %     | %     | %     | %     | %    | Votantes |
| Freguesia              | PSD   | PS    | CDS   | CDU   | BE   | Votantes |
| ---------------------- | ----- | ----- | ----- | ----- | ---- | -------- |
| Abade de Vermoim       | 30,60 | 38,36 | 12,93 | 4,74  | 5,17 | 232      |
| Antas                  | 43,38 | 29,66 | 13,60 | 3,94  | 3,21 | 3 301    |
| Arnoso Santa Eulália   | 33,61 | 39,03 | 7,08  | 6,67  | 4,72 | 720      |
| Arnoso Santa Maria     | 43,97 | 32,18 | 8,95  | 3,55  | 3,19 | 1 128    |
| Avidos                 | 41,77 | 35,90 | 8,47  | 3,37  | 3,95 | 1 039    |
| Bairro                 | 43,51 | 34,50 | 7,44  | 5,21  | 3,27 | 2 110    |
| Bente                  | 40,23 | 40,42 | 8,43  | 4,79  | 1,72 | 522      |
| Brufe                  | 36,34 | 40,23 | 10,74 | 4,04  | 3,32 | 1 387    |
| Cabeçudos              | 42,90 | 34,59 | 10,12 | 2,11  | 3,17 | 662      |
| Calendário             | 36,20 | 35,45 | 10,93 | 5,24  | 4,54 | 6 129    |
| Carreira               | 33,10 | 45,94 | 6,27  | 5,09  | 3,23 | 1 021    |
| Castelões              | 34,88 | 42,23 | 7,81  | 4,09  | 4,09 | 1 075    |
| Cavalões               | 48,65 | 25,11 | 11,15 | 3,38  | 4,73 | 888      |
| Cruz                   | 38,93 | 35,30 | 10,89 | 2,81  | 3,63 | 1 102    |
| Delães                 | 25,63 | 49,48 | 6,59  | 5,68  | 6,11 | 2 290    |
| Esmeriz                | 49,48 | 27,81 | 11,17 | 2,51  | 3,55 | 1 352    |
| Fradelos               | 48,67 | 33,90 | 8,74  | 1,51  | 1,61 | 1 991    |
| Gavião                 | 38,70 | 36,87 | 9,96  | 3,61  | 3,87 | 2 300    |
| Gondifelos             | 44,77 | 28,15 | 15,77 | 2,23  | 3,23 | 1 300    |
| Jesufrei               | 37,07 | 29,75 | 15,79 | 2,75  | 3,89 | 437      |
| Joane                  | 36,48 | 40,16 | 9,56  | 3,45  | 4,82 | 4 728    |
| Lagoa                  | 33,22 | 38,61 | 11,83 | 4,70  | 4,00 | 575      |
| Landim                 | 36,01 | 41,51 | 9,31  | 2,22  | 4,22 | 1 708    |
| Lemenhe                | 37,79 | 38,66 | 9,67  | 2,73  | 3,84 | 807      |
| Louro                  | 39,56 | 35,62 | 11,76 | 2,18  | 2,92 | 1 471    |
| Lousado                | 33,26 | 39,34 | 9,16  | 4,67  | 6,12 | 2 336    |
| Mogege                 | 37,53 | 39,22 | 8,70  | 4,08  | 4,44 | 1 127    |
| Mouquim                | 51,14 | 25,09 | 12,00 | 2,04  | 2,64 | 833      |
| Nine                   | 41,02 | 36,11 | 7,45  | 3,64  | 4,33 | 1 731    |
| Novais                 | 28,73 | 46,43 | 6,68  | 4,66  | 6,52 | 644      |
| Oliveira Santa Maria   | 32,23 | 42,76 | 6,17  | 5,41  | 6,64 | 2 107    |
| Oliveira São Mateus    | 31,12 | 42,03 | 7,32  | 9,73  | 3,10 | 1 613    |
| Outiz                  | 45,65 | 27,08 | 12,06 | 2,96  | 3,75 | 506      |
| Pedome                 | 30,36 | 44,51 | 4,77  | 7,72  | 4,69 | 1 321    |
| Portela                | 39,30 | 32,52 | 12,20 | 1,90  | 2,98 | 369      |
| Pousada de Saramagos   | 27,96 | 49,07 | 8,50  | 4,40  | 4,33 | 1 341    |
| Requião                | 43,38 | 32,23 | 10,73 | 3,51  | 3,19 | 1 911    |
| Riba de Ave            | 31,15 | 38,66 | 6,50  | 10,93 | 6,82 | 2 186    |
| Ribeirão               | 49,31 | 26,90 | 9,58  | 2,94  | 3,99 | 4 863    |
| Ruivães                | 29,99 | 49,71 | 6,79  | 2,49  | 3,07 | 1 207    |
| Seide São Miguel       | 43,39 | 31,96 | 11,29 | 2,48  | 3,03 | 726      |
| Seide São Paio         | 46,07 | 32,21 | 8,99  | 1,50  | 3,00 | 267      |
| Sezures                | 39,04 | 35,14 | 9,31  | 6,01  | 3,00 | 333      |
| Telhado                | 39,23 | 34,65 | 11,82 | 3,21  | 3,12 | 1 091    |
| Vale São Cosme         | 41,90 | 30,14 | 11,20 | 4,43  | 4,65 | 1 785    |
| Vale São Martinho      | 37,65 | 36,16 | 13,25 | 2,35  | 3,14 | 1 275    |
| Vermoim                | 37,64 | 40,94 | 7,35  | 3,88  | 3,65 | 1 727    |
| Vila Nova de Famalicão | 43,58 | 27,10 | 14,47 | 4,11  | 4,05 | 4 885    |
| Vilarinho das Cambas   | 50,85 | 24,79 | 12,68 | 2,71  | 3,70 | 702      |
| Vila Nova de Famalicão | 39,07 | 35,87 | 9,91  | 4,17  | 4,11 | 77 161   |

#### Abade de Vermoim
| Partido                 | Partido                        | Votos | %               | +/-  |
| ----------------------- | ------------------------------ | ----- | --------------- | ---- |
|                         | Partido Socialista             | 89    | 38,36 / 100,00  | 5,90 |
|                         | Partido Social Democrata       | 71    | 30,60 / 100,00  | 2,17 |
|                         | CDS – Partido Popular          | 30    | 12,93 / 100,00  | 5,27 |
|                         | Bloco de Esquerda              | 12    | 5,17 / 100,00   | 1,64 |
|                         | Coligação Democrática Unitária | 11    | 4,74 / 100,00   | 0,79 |
|                         | PCTP/MRPP                      | 5     | 2,16 / 100,00   | 2,16 |
|                         | Outros                         | 9     | 3,87 / 100,00   |      |
| Votos Inválidos         | Votos Inválidos                | 5     | 2,15 / 100,00   | 0,44 |
| Total                   | Total                          | 232   | 100,00 / 100,00 |      |
| Eleitorado/Participação | Eleitorado/Participação        | 344   | 67,44 / 100,00  | 1,47 |

#### Antas
| Partido                 | Partido                        | Votos | %               | +/-   |
| ----------------------- | ------------------------------ | ----- | --------------- | ----- |
|                         | Partido Social Democrata       | 1 432 | 43,38 / 100,00  | 10,88 |
|                         | Partido Socialista             | 979   | 29,66 / 100,00  | 10,38 |
|                         | CDS – Partido Popular          | 449   | 13,60 / 100,00  | 1,49  |
|                         | Coligação Democrática Unitária | 130   | 3,94 / 100,00   | 0,57  |
|                         | Bloco de Esquerda              | 106   | 3,21 / 100,00   | 4,14  |
|                         | Outros                         | 96    | 2,90 / 100,00   |       |
| Votos Inválidos         | Votos Inválidos                | 109   | 3,30 / 100,00   | 0,76  |
| Total                   | Total                          | 3 301 | 100,00 / 100,00 |       |
| Eleitorado/Participação | Eleitorado/Participação        | 5 014 | 65,84 / 100,00  | 1,07  |

#### Arnoso Santa Eulália
| Partido                 | Partido                        | Votos | %               | +/-  |
| ----------------------- | ------------------------------ | ----- | --------------- | ---- |
|                         | Partido Socialista             | 281   | 39,03 / 100,00  | 5,95 |
|                         | Partido Social Democrata       | 242   | 33,61 / 100,00  | 9,25 |
|                         | CDS – Partido Popular          | 51    | 7,08 / 100,00   | 1,46 |
|                         | Coligação Democrática Unitária | 48    | 6,67 / 100,00   | 3,10 |
|                         | Bloco de Esquerda              | 34    | 4,72 / 100,00   | 3,85 |
|                         | PCTP/MRPP                      | 12    | 1,67 / 100,00   | 0,33 |
|                         | Outros                         | 19    | 4,72 / 100,00   |      |
| Votos Inválidos         | Votos Inválidos                | 33    | 4,58 / 100,00   | 1,10 |
| Total                   | Total                          | 720   | 100,00 / 100,00 |      |
| Eleitorado/Participação | Eleitorado/Participação        | 1 080 | 66,67 / 100,00  | 2,31 |

#### Arnoso Santa Maria
| Partido                 | Partido                        | Votos | %               | +/-   |
| ----------------------- | ------------------------------ | ----- | --------------- | ----- |
|                         | Partido Social Democrata       | 496   | 43,97 / 100,00  | 10,85 |
|                         | Partido Socialista             | 363   | 32,18 / 100,00  | 10,65 |
|                         | CDS – Partido Popular          | 101   | 8,95 / 100,00   | 1,21  |
|                         | Coligação Democrática Unitária | 40    | 3,55 / 100,00   | 1,28  |
|                         | Bloco de Esquerda              | 36    | 3,19 / 100,00   | 2,89  |
|                         | Outros                         | 33    | 2,92 / 100,00   |       |
| Votos Inválidos         | Votos Inválidos                | 59    | 5,23 / 100,00   | 2,78  |
| Total                   | Total                          | 1 128 | 100,00 / 100,00 |       |
| Eleitorado/Participação | Eleitorado/Participação        | 1 604 | 70,32 / 100,00  | 0,05  |

#### Avidos
| Partido                 | Partido                        | Votos | %               | +/-   |
| ----------------------- | ------------------------------ | ----- | --------------- | ----- |
|                         | Partido Social Democrata       | 434   | 41,77 / 100,00  | 10,09 |
|                         | Partido Socialista             | 373   | 35,90 / 100,00  | 9,62  |
|                         | CDS – Partido Popular          | 88    | 8,47 / 100,00   | 1,17  |
|                         | Bloco de Esquerda              | 41    | 3,95 / 100,00   | 3,25  |
|                         | Coligação Democrática Unitária | 35    | 3,37 / 100,00   | 1,84  |
|                         | Outros                         | 30    | 2,88 / 100,00   |       |
| Votos Inválidos         | Votos Inválidos                | 38    | 3,65 / 100,00   | 1,65  |
| Total                   | Total                          | 1 039 | 100,00 / 100,00 |       |
| Eleitorado/Participação | Eleitorado/Participação        | 1 498 | 69,36 / 100,00  | 4,24  |

#### Bairro
| Partido                 | Partido                        | Votos | %               | +/-   |
| ----------------------- | ------------------------------ | ----- | --------------- | ----- |
|                         | Partido Social Democrata       | 918   | 43,51 / 100,00  | 12,21 |
|                         | Partido Socialista             | 728   | 34,50 / 100,00  | 10,14 |
|                         | CDS – Partido Popular          | 157   | 7,44 / 100,00   | 0,13  |
|                         | Coligação Democrática Unitária | 110   | 5,21 / 100,00   | 0,75  |
|                         | Bloco de Esquerda              | 69    | 3,27 / 100,00   | 4,49  |
|                         | Outros                         | 73    | 3,46 / 100,00   |       |
| Votos Inválidos         | Votos Inválidos                | 55    | 2,61 / 100,00   | 0,04  |
| Total                   | Total                          | 2 110 | 100,00 / 100,00 |       |
| Eleitorado/Participação | Eleitorado/Participação        | 3 329 | 63,38 / 100,00  | 1,08  |

#### Bente
| Partido                 | Partido                        | Votos | %               | +/-  |
| ----------------------- | ------------------------------ | ----- | --------------- | ---- |
|                         | Partido Socialista             | 211   | 40,42 / 100,00  | 6,19 |
|                         | Partido Social Democrata       | 210   | 40,23 / 100,00  | 3,96 |
|                         | CDS – Partido Popular          | 44    | 8,43 / 100,00   | 3,68 |
|                         | Coligação Democrática Unitária | 25    | 4,79 / 100,00   | 2,25 |
|                         | Bloco de Esquerda              | 9     | 1,72 / 100,00   | 4,55 |
|                         | Outros                         | 10    | 1,91 / 100,00   |      |
| Votos Inválidos         | Votos Inválidos                | 13    | 2,49 / 100,00   | 1,13 |
| Total                   | Total                          | 522   | 100,00 / 100,00 |      |
| Eleitorado/Participação | Eleitorado/Participação        | 839   | 62,22 / 100,00  | 8,52 |

#### Brufe
| Partido                 | Partido                        | Votos | %               | +/-  |
| ----------------------- | ------------------------------ | ----- | --------------- | ---- |
|                         | Partido Socialista             | 558   | 40,23 / 100,00  | 7,26 |
|                         | Partido Social Democrata       | 504   | 36,34 / 100,00  | 6,96 |
|                         | CDS – Partido Popular          | 149   | 10,74 / 100,00  | 1,95 |
|                         | Coligação Democrática Unitária | 56    | 4,04 / 100,00   | 0,47 |
|                         | Bloco de Esquerda              | 46    | 3,32 / 100,00   | 3,27 |
|                         | Outros                         | 38    | 2,74 / 100,00   |      |
| Votos Inválidos         | Votos Inválidos                | 36    | 2,60 / 100,00   | 1,16 |
| Total                   | Total                          | 1 387 | 100,00 / 100,00 |      |
| Eleitorado/Participação | Eleitorado/Participação        | 2 057 | 67,43 / 100,00  | 2,55 |

#### Cabeçudos
| Partido                 | Partido                               | Votos | %               | +/-  |
| ----------------------- | ------------------------------------- | ----- | --------------- | ---- |
|                         | Partido Social Democrata              | 284   | 42,90 / 100,00  | 8,97 |
|                         | Partido Socialista                    | 229   | 34,59 / 100,00  | 9,48 |
|                         | CDS – Partido Popular                 | 67    | 10,12 / 100,00  | 0,90 |
|                         | Bloco de Esquerda                     | 21    | 3,17 / 100,00   | 3,61 |
|                         | Coligação Democrática Unitária        | 14    | 2,11 / 100,00   | 0,29 |
|                         | Partido pelos Animais e pela Natureza | 7     | 1,06 / 100,00   | Novo |
|                         | Outros                                | 13    | 1,96 / 100,00   |      |
| Votos Inválidos         | Votos Inválidos                       | 27    | 4,07 / 100,00   | 1,67 |
| Total                   | Total                                 | 662   | 100,00 / 100,00 |      |
| Eleitorado/Participação | Eleitorado/Participação               | 1 037 | 63,84 / 100,00  | 3,85 |

#### Calendário
| Partido                 | Partido                        | Votos | %               | +/-   |
| ----------------------- | ------------------------------ | ----- | --------------- | ----- |
|                         | Partido Social Democrata       | 2 219 | 36,20 / 100,00  | 10,84 |
|                         | Partido Socialista             | 2 173 | 35,45 / 100,00  | 9,86  |
|                         | CDS – Partido Popular          | 670   | 10,93 / 100,00  | 0,13  |
|                         | Coligação Democrática Unitária | 321   | 5,24 / 100,00   | 0,59  |
|                         | Bloco de Esquerda              | 278   | 4,54 / 100,00   | 4,37  |
|                         | Outros                         | 197   | 3,21 / 100,00   |       |
| Votos Inválidos         | Votos Inválidos                | 271   | 4,42 / 100,00   | 2,00  |
| Total                   | Total                          | 6 129 | 100,00 / 100,00 |       |
| Eleitorado/Participação | Eleitorado/Participação        | 9 814 | 62,45 / 100,00  | 3,18  |

#### Carreira
| Partido                 | Partido                        | Votos | %               | +/-     |
| ----------------------- | ------------------------------ | ----- | --------------- | ------- |
|                         | Partido Socialista             | 469   | 45,94 / 100,00  | 6,89    |
|                         | Partido Social Democrata       | 338   | 33,10 / 100,00  | 7,63    |
|                         | CDS – Partido Popular          | 64    | 6,27 / 100,00   | 0,33    |
|                         | Coligação Democrática Unitária | 52    | 5,09 / 100,00   | Estável |
|                         | Bloco de Esquerda              | 33    | 3,23 / 100,00   | 3,66    |
|                         | PCTP/MRPP                      | 11    | 1,08 / 100,00   | 0,42    |
|                         | Outros                         | 26    | 2,55 / 100,00   |         |
| Votos Inválidos         | Votos Inválidos                | 28    | 2,75 / 100,00   | 1,15    |
| Total                   | Total                          | 1 021 | 100,00 / 100,00 |         |
| Eleitorado/Participação | Eleitorado/Participação        | 1 683 | 60,67 / 100,00  | 2,58    |

#### Castelões
| Partido                 | Partido                        | Votos | %               | +/-   |
| ----------------------- | ------------------------------ | ----- | --------------- | ----- |
|                         | Partido Socialista             | 454   | 42,23 / 100,00  | 10,36 |
|                         | Partido Social Democrata       | 375   | 34,88 / 100,00  | 8,15  |
|                         | CDS – Partido Popular          | 84    | 7,81 / 100,00   | 0,89  |
|                         | Coligação Democrática Unitária | 44    | 4,09 / 100,00   | 0,50  |
|                         | Bloco de Esquerda              | 44    | 4,09 / 100,00   | 3,18  |
|                         | Outros                         | 36    | 3,34 / 100,00   |       |
| Votos Inválidos         | Votos Inválidos                | 38    | 3,53 / 100,00   | 2,13  |
| Total                   | Total                          | 1 075 | 100,00 / 100,00 |       |
| Eleitorado/Participação | Eleitorado/Participação        | 1 692 | 63,53 / 100,00  | 4,67  |

#### Cavalões
| Partido                 | Partido                        | Votos | %               | +/-   |
| ----------------------- | ------------------------------ | ----- | --------------- | ----- |
|                         | Partido Social Democrata       | 432   | 48,65 / 100,00  | 12,28 |
|                         | Partido Socialista             | 223   | 25,11 / 100,00  | 12,03 |
|                         | CDS – Partido Popular          | 99    | 11,15 / 100,00  | 1,05  |
|                         | Bloco de Esquerda              | 42    | 4,73 / 100,00   | 2,30  |
|                         | Coligação Democrática Unitária | 30    | 3,38 / 100,00   | 0,08  |
|                         | Outros                         | 29    | 3,27 / 100,00   |       |
| Votos Inválidos         | Votos Inválidos                | 33    | 3,72 / 100,00   | 1,74  |
| Total                   | Total                          | 888   | 100,00 / 100,00 |       |
| Eleitorado/Participação | Eleitorado/Participação        | 1 339 | 66,32 / 100,00  | 4,22  |

#### Cruz
| Partido                 | Partido                        | Votos | %               | +/-   |
| ----------------------- | ------------------------------ | ----- | --------------- | ----- |
|                         | Partido Social Democrata       | 429   | 38,93 / 100,00  | 10,11 |
|                         | Partido Socialista             | 389   | 35,30 / 100,00  | 10,96 |
|                         | CDS – Partido Popular          | 120   | 10,89 / 100,00  | 0,16  |
|                         | Bloco de Esquerda              | 40    | 3,63 / 100,00   | 2,15  |
|                         | Coligação Democrática Unitária | 31    | 2,81 / 100,00   | 0,83  |
|                         | Outros                         | 44    | 4,00 / 100,00   |       |
| Votos Inválidos         | Votos Inválidos                | 49    | 4,45 / 100,00   | 2,31  |
| Total                   | Total                          | 1 102 | 100,00 / 100,00 |       |
| Eleitorado/Participação | Eleitorado/Participação        | 1 479 | 74,51 / 100,00  | 1,29  |

#### Delães
| Partido                 | Partido                        | Votos | %               | +/-  |
| ----------------------- | ------------------------------ | ----- | --------------- | ---- |
|                         | Partido Socialista             | 1 133 | 49,48 / 100,00  | 6,00 |
|                         | Partido Social Democrata       | 587   | 25,63 / 100,00  | 7,32 |
|                         | CDS – Partido Popular          | 151   | 6,59 / 100,00   | 0,20 |
|                         | Bloco de Esquerda              | 140   | 6,11 / 100,00   | 2,64 |
|                         | Coligação Democrática Unitária | 130   | 5,68 / 100,00   | 0,39 |
|                         | PCTP/MRPP                      | 24    | 1,05 / 100,00   | 0,06 |
|                         | Outros                         | 45    | 1,97 / 100,00   |      |
| Votos Inválidos         | Votos Inválidos                | 80    | 3,49 / 100,00   | 0,85 |
| Total                   | Total                          | 2 290 | 100,00 / 100,00 |      |
| Eleitorado/Participação | Eleitorado/Participação        | 3 676 | 62,30 / 100,00  | 1,61 |

#### Esmeriz
| Partido                 | Partido                        | Votos | %               | +/-     |
| ----------------------- | ------------------------------ | ----- | --------------- | ------- |
|                         | Partido Social Democrata       | 669   | 49,48 / 100,00  | 10,56   |
|                         | Partido Socialista             | 376   | 27,81 / 100,00  | 10,35   |
|                         | CDS – Partido Popular          | 151   | 11,17 / 100,00  | 0,36    |
|                         | Bloco de Esquerda              | 48    | 3,55 / 100,00   | 2,47    |
|                         | Coligação Democrática Unitária | 34    | 2,51 / 100,00   | Estável |
|                         | Outros                         | 38    | 2,81 / 100,00   |         |
| Votos Inválidos         | Votos Inválidos                | 36    | 2,66 / 100,00   | 0,68    |
| Total                   | Total                          | 1 352 | 100,00 / 100,00 |         |
| Eleitorado/Participação | Eleitorado/Participação        | 1 964 | 68,84 / 100,00  | 0,96    |

#### Fradelos
| Partido                 | Partido                        | Votos | %               | +/-   |
| ----------------------- | ------------------------------ | ----- | --------------- | ----- |
|                         | Partido Social Democrata       | 969   | 48,67 / 100,00  | 12,17 |
|                         | Partido Socialista             | 675   | 33,90 / 100,00  | 9,34  |
|                         | CDS – Partido Popular          | 174   | 8,74 / 100,00   | 1,01  |
|                         | Bloco de Esquerda              | 32    | 1,61 / 100,00   | 3,69  |
|                         | Coligação Democrática Unitária | 30    | 1,51 / 100,00   | 0,22  |
|                         | Outros                         | 54    | 2,70 / 100,00   |       |
| Votos Inválidos         | Votos Inválidos                | 57    | 2,86 / 100,00   | 0,56  |
| Total                   | Total                          | 1 991 | 100,00 / 100,00 |       |
| Eleitorado/Participação | Eleitorado/Participação        | 3 192 | 62,37 / 100,00  | 5,41  |

#### Gavião
| Partido                 | Partido                        | Votos | %               | +/-   |
| ----------------------- | ------------------------------ | ----- | --------------- | ----- |
|                         | Partido Social Democrata       | 890   | 38,70 / 100,00  | 12,42 |
|                         | Partido Socialista             | 848   | 36,87 / 100,00  | 12,63 |
|                         | CDS – Partido Popular          | 229   | 9,96 / 100,00   | 0,58  |
|                         | Bloco de Esquerda              | 89    | 3,87 / 100,00   | 4,23  |
|                         | Coligação Democrática Unitária | 83    | 3,61 / 100,00   | 0,80  |
|                         | Outros                         | 79    | 3,44 / 100,00   |       |
| Votos Inválidos         | Votos Inválidos                | 85    | 3,70 / 100,00   | 1,55  |
| Total                   | Total                          | 2 300 | 100,00 / 100,00 |       |
| Eleitorado/Participação | Eleitorado/Participação        | 3 461 | 66,45 / 100,00  | 2,57  |

#### Gondifelos
| Partido                 | Partido                        | Votos | %               | +/-   |
| ----------------------- | ------------------------------ | ----- | --------------- | ----- |
|                         | Partido Social Democrata       | 582   | 44,77 / 100,00  | 11,49 |
|                         | Partido Socialista             | 366   | 28,15 / 100,00  | 10,40 |
|                         | CDS – Partido Popular          | 205   | 15,77 / 100,00  | 0,35  |
|                         | Bloco de Esquerda              | 42    | 3,23 / 100,00   | 3,33  |
|                         | Coligação Democrática Unitária | 29    | 2,23 / 100,00   | 0,06  |
|                         | Outros                         | 36    | 2,77 / 100,00   |       |
| Votos Inválidos         | Votos Inválidos                | 40    | 3,08 / 100,00   | 0,87  |
| Total                   | Total                          | 1 300 | 100,00 / 100,00 |       |
| Eleitorado/Participação | Eleitorado/Participação        | 2 128 | 61,09 / 100,00  | 3,28  |

#### Jesufrei
| Partido                 | Partido                               | Votos | %               | +/-     |
| ----------------------- | ------------------------------------- | ----- | --------------- | ------- |
|                         | Partido Social Democrata              | 162   | 37,07 / 100,00  | 15,06   |
|                         | Partido Socialista                    | 130   | 29,75 / 100,00  | 14,51   |
|                         | CDS – Partido Popular                 | 69    | 15,79 / 100,00  | Estável |
|                         | Bloco de Esquerda                     | 17    | 3,89 / 100,00   | 4,48    |
|                         | Coligação Democrática Unitária        | 12    | 2,75 / 100,00   | 0,84    |
|                         | PCTP/MRPP                             | 6     | 1,37 / 100,00   | 0,65    |
|                         | Partido pelos Animais e pela Natureza | 6     | 1,37 / 100,00   | Novo    |
|                         | Outros                                | 10    | 2,29 / 100,00   |         |
| Votos Inválidos         | Votos Inválidos                       | 25    | 5,72 / 100,00   | 4,28    |
| Total                   | Total                                 | 437   | 100,00 / 100,00 |         |
| Eleitorado/Participação | Eleitorado/Participação               | 602   | 72,59 / 100,00  | 1,98    |

#### Joane
| Partido                 | Partido                        | Votos | %               | +/-  |
| ----------------------- | ------------------------------ | ----- | --------------- | ---- |
|                         | Partido Socialista             | 1 899 | 40,16 / 100,00  | 5,36 |
|                         | Partido Social Democrata       | 1 725 | 36,48 / 100,00  | 8,52 |
|                         | CDS – Partido Popular          | 452   | 9,56 / 100,00   | 0,46 |
|                         | Bloco de Esquerda              | 228   | 4,82 / 100,00   | 4,90 |
|                         | Coligação Democrática Unitária | 163   | 3,45 / 100,00   | 0,16 |
|                         | Outros                         | 127   | 2,68 / 100,00   |      |
| Votos Inválidos         | Votos Inválidos                | 134   | 2,83 / 100,00   | 1,34 |
| Total                   | Total                          | 4 728 | 100,00 / 100,00 |      |
| Eleitorado/Participação | Eleitorado/Participação        | 6 790 | 69,63 / 100,00  | 1,34 |

#### Lagoa
| Partido                 | Partido                               | Votos | %               | +/-   |
| ----------------------- | ------------------------------------- | ----- | --------------- | ----- |
|                         | Partido Socialista                    | 222   | 38,61 / 100,00  | 11,14 |
|                         | Partido Social Democrata              | 191   | 33,22 / 100,00  | 2,87  |
|                         | CDS – Partido Popular                 | 68    | 11,83 / 100,00  | 5,08  |
|                         | Coligação Democrática Unitária        | 27    | 4,70 / 100,00   | 1,16  |
|                         | Bloco de Esquerda                     | 23    | 4,00 / 100,00   | 2,75  |
|                         | PCTP/MRPP                             | 9     | 1,57 / 100,00   | 1,06  |
|                         | Partido pelos Animais e pela Natureza | 7     | 1,22 / 100,00   | Novo  |
|                         | Outros                                | 8     | 1,39 / 100,00   |       |
| Votos Inválidos         | Votos Inválidos                       | 20    | 3,48 / 100,00   | 2,13  |
| Total                   | Total                                 | 575   | 100,00 / 100,00 |       |
| Eleitorado/Participação | Eleitorado/Participação               | 746   | 77,08 / 100,00  | 0,56  |

#### Landim
| Partido                 | Partido                        | Votos | %               | +/-  |
| ----------------------- | ------------------------------ | ----- | --------------- | ---- |
|                         | Partido Socialista             | 709   | 41,51 / 100,00  | 8,84 |
|                         | Partido Social Democrata       | 615   | 36,01 / 100,00  | 8,03 |
|                         | CDS – Partido Popular          | 159   | 9,31 / 100,00   | 1,95 |
|                         | Bloco de Esquerda              | 72    | 4,22 / 100,00   | 3,20 |
|                         | Coligação Democrática Unitária | 38    | 2,22 / 100,00   | 0,21 |
|                         | Outros                         | 60    | 3,51 / 100,00   |      |
| Votos Inválidos         | Votos Inválidos                | 55    | 3,22 / 100,00   | 0,67 |
| Total                   | Total                          | 1 708 | 100,00 / 100,00 |      |
| Eleitorado/Participação | Eleitorado/Participação        | 2 758 | 61,93 / 100,00  | 1,90 |

#### Lemenhe
| Partido                 | Partido                        | Votos | %               | +/-   |
| ----------------------- | ------------------------------ | ----- | --------------- | ----- |
|                         | Partido Socialista             | 312   | 38,66 / 100,00  | 10,71 |
|                         | Partido Social Democrata       | 305   | 37,79 / 100,00  | 11,73 |
|                         | CDS – Partido Popular          | 78    | 9,67 / 100,00   | 1,58  |
|                         | Bloco de Esquerda              | 31    | 3,84 / 100,00   | 2,36  |
|                         | Coligação Democrática Unitária | 22    | 2,73 / 100,00   | 1,24  |
|                         | Outros                         | 23    | 2,85 / 100,00   |       |
| Votos Inválidos         | Votos Inválidos                | 36    | 4,46 / 100,00   | 1,94  |
| Total                   | Total                          | 807   | 100,00 / 100,00 |       |
| Eleitorado/Participação | Eleitorado/Participação        | 1 167 | 69,15 / 100,00  | 4,23  |

#### Louro
| Partido                 | Partido                        | Votos | %               | +/-  |
| ----------------------- | ------------------------------ | ----- | --------------- | ---- |
|                         | Partido Social Democrata       | 582   | 39,56 / 100,00  | 8,43 |
|                         | Partido Socialista             | 524   | 35,62 / 100,00  | 7,15 |
|                         | CDS – Partido Popular          | 173   | 11,76 / 100,00  | 0,93 |
|                         | Bloco de Esquerda              | 43    | 2,92 / 100,00   | 2,77 |
|                         | Coligação Democrática Unitária | 32    | 2,18 / 100,00   | 0,11 |
|                         | Outros                         | 60    | 4,08 / 100,00   |      |
| Votos Inválidos         | Votos Inválidos                | 57    | 3,88 / 100,00   | 0,74 |
| Total                   | Total                          | 1 471 | 100,00 / 100,00 |      |
| Eleitorado/Participação | Eleitorado/Participação        | 2 035 | 72,29 / 100,00  | 0,55 |

#### Lousado
| Partido                 | Partido                        | Votos | %               | +/-  |
| ----------------------- | ------------------------------ | ----- | --------------- | ---- |
|                         | Partido Socialista             | 919   | 39,34 / 100,00  | 9,50 |
|                         | Partido Social Democrata       | 777   | 33,26 / 100,00  | 7,36 |
|                         | CDS – Partido Popular          | 214   | 9,16 / 100,00   | 0,60 |
|                         | Bloco de Esquerda              | 143   | 6,12 / 100,00   | 2,48 |
|                         | Coligação Democrática Unitária | 109   | 4,67 / 100,00   | 0,69 |
|                         | PCTP/MRPP                      | 24    | 1,03 / 100,00   | 0,35 |
|                         | Outros                         | 86    | 3,69 / 100,00   |      |
| Votos Inválidos         | Votos Inválidos                | 88    | 3,77 / 100,00   | 1,85 |
| Total                   | Total                          | 2 336 | 100,00 / 100,00 |      |
| Eleitorado/Participação | Eleitorado/Participação        | 3 426 | 68,18 / 100,00  | 2,16 |

#### Mogege
| Partido                 | Partido                        | Votos | %               | +/-   |
| ----------------------- | ------------------------------ | ----- | --------------- | ----- |
|                         | Partido Socialista             | 442   | 39,22 / 100,00  | 7,42  |
|                         | Partido Social Democrata       | 423   | 37,53 / 100,00  | 11,69 |
|                         | CDS – Partido Popular          | 98    | 8,70 / 100,00   | 0,24  |
|                         | Bloco de Esquerda              | 50    | 4,44 / 100,00   | 4,06  |
|                         | Coligação Democrática Unitária | 46    | 4,08 / 100,00   | 0,08  |
|                         | Outros                         | 40    | 3,55 / 100,00   |       |
| Votos Inválidos         | Votos Inválidos                | 28    | 2,48 / 100,00   | 0,26  |
| Total                   | Total                          | 1 127 | 100,00 / 100,00 |       |
| Eleitorado/Participação | Eleitorado/Participação        | 1 730 | 65,14 / 100,00  | 2,28  |

#### Mouqim
| Partido                 | Partido                        | Votos | %               | +/-  |
| ----------------------- | ------------------------------ | ----- | --------------- | ---- |
|                         | Partido Social Democrata       | 426   | 51,14 / 100,00  | 7,93 |
|                         | Partido Socialista             | 209   | 25,09 / 100,00  | 7,31 |
|                         | CDS – Partido Popular          | 100   | 12,00 / 100,00  | 1,01 |
|                         | Bloco de Esquerda              | 22    | 2,64 / 100,00   | 2,59 |
|                         | Coligação Democrática Unitária | 17    | 2,04 / 100,00   | 0,53 |
|                         | Outros                         | 24    | 2,88 / 100,00   |      |
| Votos Inválidos         | Votos Inválidos                | 35    | 4,20 / 100,00   | 1,99 |
| Total                   | Total                          | 833   | 100,00 / 100,00 |      |
| Eleitorado/Participação | Eleitorado/Participação        | 1 123 | 74,18 / 100,00  | 1,95 |

#### Nine
| Partido                 | Partido                        | Votos | %               | +/-   |
| ----------------------- | ------------------------------ | ----- | --------------- | ----- |
|                         | Partido Social Democrata       | 710   | 41,02 / 100,00  | 9,60  |
|                         | Partido Socialista             | 625   | 36,11 / 100,00  | 10,96 |
|                         | CDS – Partido Popular          | 129   | 7,45 / 100,00   | 0,06  |
|                         | Bloco de Esquerda              | 75    | 4,33 / 100,00   | 2,84  |
|                         | Coligação Democrática Unitária | 63    | 3,64 / 100,00   | 0,96  |
|                         | PCTP/MRPP                      | 18    | 1,04 / 100,00   | 0,47  |
|                         | Outros                         | 46    | 2,65 / 100,00   |       |
| Votos Inválidos         | Votos Inválidos                | 65    | 3,75 / 100,00   | 1,76  |
| Total                   | Total                          | 1 731 | 100,00 / 100,00 |       |
| Eleitorado/Participação | Eleitorado/Participação        | 2 542 | 68,10 / 100,00  | 3,12  |

#### Novais
| Partido                 | Partido                        | Votos | %               | +/-   |
| ----------------------- | ------------------------------ | ----- | --------------- | ----- |
|                         | Partido Socialista             | 299   | 46,43 / 100,00  | 11,46 |
|                         | Partido Social Democrata       | 185   | 28,73 / 100,00  | 9,69  |
|                         | CDS – Partido Popular          | 43    | 6,68 / 100,00   | 1,42  |
|                         | Bloco de Esquerda              | 42    | 6,52 / 100,00   | 3,70  |
|                         | Coligação Democrática Unitária | 30    | 4,66 / 100,00   | 0,33  |
|                         | PCTP/MRPP                      | 7     | 1,09 / 100,00   | 0,63  |
|                         | Outros                         | 11    | 1,71 / 100,00   |       |
| Votos Inválidos         | Votos Inválidos                | 27    | 4,19 / 100,00   | 3,11  |
| Total                   | Total                          | 644   | 100,00 / 100,00 |       |
| Eleitorado/Participação | Eleitorado/Participação        | 952   | 67,65 / 100,00  | 3,03  |

#### Oliveira Santa Maria
| Partido                 | Partido                        | Votos | %               | +/-  |
| ----------------------- | ------------------------------ | ----- | --------------- | ---- |
|                         | Partido Socialista             | 901   | 42,76 / 100,00  | 5,18 |
|                         | Partido Social Democrata       | 679   | 32,23 / 100,00  | 8,09 |
|                         | Bloco de Esquerda              | 140   | 6,64 / 100,00   | 5,50 |
|                         | CDS – Partido Popular          | 130   | 6,17 / 100,00   | 0,19 |
|                         | Coligação Democrática Unitária | 114   | 5,41 / 100,00   | 0,30 |
|                         | PCTP/MRPP                      | 21    | 1,00 / 100,00   | 0,38 |
|                         | Outros                         | 57    | 2,71 / 100,00   |      |
| Votos Inválidos         | Votos Inválidos                | 65    | 3,09 / 100,00   | 1,32 |
| Total                   | Total                          | 2 107 | 100,00 / 100,00 |      |
| Eleitorado/Participação | Eleitorado/Participação        | 3 254 | 64,75 / 100,00  | 0,67 |

#### Oliveira São Mateus
| Partido                 | Partido                        | Votos | %               | +/-  |
| ----------------------- | ------------------------------ | ----- | --------------- | ---- |
|                         | Partido Socialista             | 678   | 42,03 / 100,00  | 4,78 |
|                         | Partido Social Democrata       | 502   | 31,12 / 100,00  | 6,51 |
|                         | Coligação Democrática Unitária | 157   | 9,73 / 100,00   | 0,86 |
|                         | CDS – Partido Popular          | 118   | 7,32 / 100,00   | 0,64 |
|                         | Bloco de Esquerda              | 50    | 3,10 / 100,00   | 4,96 |
|                         | PCTP/MRPP                      | 23    | 1,43 / 100,00   | 0,35 |
|                         | Outros                         | 32    | 1,99 / 100,00   |      |
| Votos Inválidos         | Votos Inválidos                | 53    | 3,29 / 100,00   | 1,91 |
| Total                   | Total                          | 1 613 | 100,00 / 100,00 |      |
| Eleitorado/Participação | Eleitorado/Participação        | 2 480 | 65,04 / 100,00  | 2,17 |

#### Outiz
| Partido                 | Partido                        | Votos | %               | +/-   |
| ----------------------- | ------------------------------ | ----- | --------------- | ----- |
|                         | Partido Social Democrata       | 231   | 45,65 / 100,00  | 10,85 |
|                         | Partido Socialista             | 137   | 27,08 / 100,00  | 11,56 |
|                         | CDS – Partido Popular          | 61    | 12,06 / 100,00  | 1,25  |
|                         | Bloco de Esquerda              | 19    | 3,75 / 100,00   | 1,74  |
|                         | Coligação Democrática Unitária | 15    | 2,96 / 100,00   | 1,25  |
|                         | Outros                         | 19    | 3,75 / 100,00   |       |
| Votos Inválidos         | Votos Inválidos                | 24    | 4,74 / 100,00   | 1,80  |
| Total                   | Total                          | 506   | 100,00 / 100,00 |       |
| Eleitorado/Participação | Eleitorado/Participação        | 745   | 67,92 / 100,00  | 4,98  |

#### Pedome
| Partido                 | Partido                        | Votos | %               | +/-  |
| ----------------------- | ------------------------------ | ----- | --------------- | ---- |
|                         | Partido Socialista             | 588   | 44,51 / 100,00  | 9,14 |
|                         | Partido Social Democrata       | 401   | 30,36 / 100,00  | 9,52 |
|                         | Coligação Democrática Unitária | 102   | 7,72 / 100,00   | 0,50 |
|                         | CDS – Partido Popular          | 63    | 4,77 / 100,00   | 0,71 |
|                         | Bloco de Esquerda              | 62    | 4,69 / 100,00   | 4,57 |
|                         | PCTP/MRPP                      | 18    | 1,36 / 100,00   | 0,46 |
|                         | Outros                         | 40    | 2,87 / 100,00   |      |
| Votos Inválidos         | Votos Inválidos                | 47    | 3,56 / 100,00   | 1,08 |
| Total                   | Total                          | 1 321 | 100,00 / 100,00 |      |
| Eleitorado/Participação | Eleitorado/Participação        | 2 137 | 61,82 / 100,00  | 0,84 |

#### Portela
| Partido                 | Partido                        | Votos | %               | +/-   |
| ----------------------- | ------------------------------ | ----- | --------------- | ----- |
|                         | Partido Social Democrata       | 145   | 39,30 / 100,00  | 6,66  |
|                         | Partido Socialista             | 120   | 32,52 / 100,00  | 12,82 |
|                         | CDS – Partido Popular          | 45    | 12,20 / 100,00  | 2,87  |
|                         | Bloco de Esquerda              | 11    | 2,98 / 100,00   | 2,20  |
|                         | Coligação Democrática Unitária | 7     | 1,90 / 100,00   | 0,43  |
|                         | Partido da Nova Democracia     | 4     | 1,08 / 100,00   | 0,56  |
|                         | Outros                         | 9     | 2,47 / 100,00   |       |
| Votos Inválidos         | Votos Inválidos                | 28    | 7,59 / 100,00   | 4,74  |
| Total                   | Total                          | 369   | 100,00 / 100,00 |       |
| Eleitorado/Participação | Eleitorado/Participação        | 548   | 67,34 / 100,00  | 0,21  |

#### Pousada de Saramagos
| Partido                 | Partido                        | Votos | %               | +/-  |
| ----------------------- | ------------------------------ | ----- | --------------- | ---- |
|                         | Partido Socialista             | 658   | 49,07 / 100,00  | 2,54 |
|                         | Partido Social Democrata       | 375   | 27,96 / 100,00  | 4,09 |
|                         | CDS – Partido Popular          | 114   | 8,50 / 100,00   | 0,65 |
|                         | Coligação Democrática Unitária | 59    | 4,40 / 100,00   | 0,45 |
|                         | Bloco de Esquerda              | 58    | 4,33 / 100,00   | 3,14 |
|                         | Outros                         | 33    | 2,46 / 100,00   |      |
| Votos Inválidos         | Votos Inválidos                | 44    | 3,28 / 100,00   | 1,01 |
| Total                   | Total                          | 1 341 | 100,00 / 100,00 |      |
| Eleitorado/Participação | Eleitorado/Participação        | 1 974 | 67,93 / 100,00  | 0,51 |

#### Requião
| Partido                 | Partido                        | Votos | %               | +/-  |
| ----------------------- | ------------------------------ | ----- | --------------- | ---- |
|                         | Partido Social Democrata       | 829   | 43,38 / 100,00  | 7,56 |
|                         | Partido Socialista             | 616   | 32,23 / 100,00  | 8,79 |
|                         | CDS – Partido Popular          | 205   | 10,73 / 100,00  | 2,39 |
|                         | Coligação Democrática Unitária | 67    | 3,51 / 100,00   | 0,09 |
|                         | Bloco de Esquerda              | 61    | 3,19 / 100,00   | 3,66 |
|                         | Outros                         | 70    | 3,67 / 100,00   |      |
| Votos Inválidos         | Votos Inválidos                | 63    | 3,30 / 100,00   | 1,14 |
| Total                   | Total                          | 1 911 | 100,00 / 100,00 |      |
| Eleitorado/Participação | Eleitorado/Participação        | 2 831 | 67,50 / 100,00  | 1,82 |

#### Riba de Ave
| Partido                 | Partido                        | Votos | %               | +/-  |
| ----------------------- | ------------------------------ | ----- | --------------- | ---- |
|                         | Partido Socialista             | 845   | 38,66 / 100,00  | 6,21 |
|                         | Partido Social Democrata       | 681   | 31,15 / 100,00  | 7,31 |
|                         | Coligação Democrática Unitária | 239   | 10,93 / 100,00  | 0,22 |
|                         | Bloco de Esquerda              | 149   | 6,82 / 100,00   | 4,52 |
|                         | CDS – Partido Popular          | 142   | 6,50 / 100,00   | 1,01 |
|                         | PCTP/MRPP                      | 26    | 1,19 / 100,00   | 0,12 |
|                         | Outros                         | 37    | 1,69 / 100,00   |      |
| Votos Inválidos         | Votos Inválidos                | 67    | 3,07 / 100,00   | 1,28 |
| Total                   | Total                          | 2 186 | 100,00 / 100,00 |      |
| Eleitorado/Participação | Eleitorado/Participação        | 3 248 | 67,30 / 100,00  | 0,79 |

#### Ribeirão
| Partido                 | Partido                        | Votos | %               | +/-   |
| ----------------------- | ------------------------------ | ----- | --------------- | ----- |
|                         | Partido Social Democrata       | 2 398 | 49,31 / 100,00  | 10,62 |
|                         | Partido Socialista             | 1 308 | 26,90 / 100,00  | 10,13 |
|                         | CDS – Partido Popular          | 466   | 9,58 / 100,00   | 1,12  |
|                         | Bloco de Esquerda              | 194   | 3,99 / 100,00   | 2,52  |
|                         | Coligação Democrática Unitária | 143   | 2,94 / 100,00   | 0,42  |
|                         | Outros                         | 169   | 3,47 / 100,00   |       |
| Votos Inválidos         | Votos Inválidos                | 185   | 3,80 / 100,00   | 1,33  |
| Total                   | Total                          | 4 863 | 100,00 / 100,00 |       |
| Eleitorado/Participação | Eleitorado/Participação        | 7 321 | 66,43 / 100,00  | 3,47  |

#### Ruivães
| Partido                 | Partido                        | Votos | %               | +/-  |
| ----------------------- | ------------------------------ | ----- | --------------- | ---- |
|                         | Partido Socialista             | 600   | 49,71 / 100,00  | 6,70 |
|                         | Partido Social Democrata       | 362   | 29,99 / 100,00  | 6,28 |
|                         | CDS – Partido Popular          | 82    | 6,79 / 100,00   | 0,19 |
|                         | Bloco de Esquerda              | 37    | 3,07 / 100,00   | 3,23 |
|                         | Coligação Democrática Unitária | 30    | 2,49 / 100,00   | 0,03 |
|                         | PCTP/MRPP                      | 14    | 1,16 / 100,00   | 0,70 |
|                         | Outros                         | 37    | 3,06 / 100,00   |      |
| Votos Inválidos         | Votos Inválidos                | 45    | 3,73 / 100,00   | 2,05 |
| Total                   | Total                          | 1 207 | 100,00 / 100,00 |      |
| Eleitorado/Participação | Eleitorado/Participação        | 1 938 | 62,28 / 100,00  | 4,37 |

#### Seide São Miguel
| Partido                 | Partido                        | Votos | %               | +/-   |
| ----------------------- | ------------------------------ | ----- | --------------- | ----- |
|                         | Partido Social Democrata       | 315   | 43,39 / 100,00  | 9,54  |
|                         | Partido Socialista             | 232   | 31,96 / 100,00  | 11,26 |
|                         | CDS – Partido Popular          | 82    | 11,29 / 100,00  | 1,50  |
|                         | Bloco de Esquerda              | 22    | 3,03 / 100,00   | 4,24  |
|                         | Coligação Democrática Unitária | 18    | 2,48 / 100,00   | 0,24  |
|                         | Outros                         | 27    | 3,72 / 100,00   |       |
| Votos Inválidos         | Votos Inválidos                | 30    | 4,14 / 100,00   | 2,18  |
| Total                   | Total                          | 726   | 100,00 / 100,00 |       |
| Eleitorado/Participação | Eleitorado/Participação        | 1 074 | 67,60 / 100,00  | 0,30  |

#### Seide São Paio
| Partido                 | Partido                               | Votos | %               | +/-   |
| ----------------------- | ------------------------------------- | ----- | --------------- | ----- |
|                         | Partido Social Democrata              | 123   | 46,07 / 100,00  | 11,97 |
|                         | Partido Socialista                    | 86    | 32,21 / 100,00  | 11,85 |
|                         | CDS – Partido Popular                 | 24    | 8,99 / 100,00   | 0,59  |
|                         | Bloco de Esquerda                     | 8     | 3,00 / 100,00   | 3,51  |
|                         | Partido pelos Animais e pela Natureza | 5     | 1,87 / 100,00   | Novo  |
|                         | Coligação Democrática Unitária        | 4     | 1,50 / 100,00   | 0,35  |
|                         | Outros                                | 6     | 2,25 / 100,00   |       |
| Votos Inválidos         | Votos Inválidos                       | 11    | 4,12 / 100,00   | 2,97  |
| Total                   | Total                                 | 267   | 100,00 / 100,00 |       |
| Eleitorado/Participação | Eleitorado/Participação               | 378   | 70,63 / 100,00  | 2,31  |

#### Sezures
| Partido                 | Partido                        | Votos | %               | +/-   |
| ----------------------- | ------------------------------ | ----- | --------------- | ----- |
|                         | Partido Social Democrata       | 130   | 39,04 / 100,00  | 11,07 |
|                         | Partido Socialista             | 117   | 35,14 / 100,00  | 3,38  |
|                         | CDS – Partido Popular          | 31    | 9,31 / 100,00   | 0,34  |
|                         | Coligação Democrática Unitária | 20    | 6,01 / 100,00   | 5,86  |
|                         | Bloco de Esquerda              | 10    | 3,00 / 100,00   | 4,92  |
|                         | Outros                         | 8     | 2,40 / 100,00   |       |
| Votos Inválidos         | Votos Inválidos                | 17    | 5,10 / 100,00   | 2,99  |
| Total                   | Total                          | 333   | 100,00 / 100,00 |       |
| Eleitorado/Participação | Eleitorado/Participação        | 497   | 67,00 / 100,00  | 4,64  |

#### Telhado
| Partido                 | Partido                        | Votos | %               | +/-   |
| ----------------------- | ------------------------------ | ----- | --------------- | ----- |
|                         | Partido Social Democrata       | 428   | 39,23 / 100,00  | 9,42  |
|                         | Partido Socialista             | 378   | 34,65 / 100,00  | 10,07 |
|                         | CDS – Partido Popular          | 129   | 11,82 / 100,00  | 0,26  |
|                         | Coligação Democrática Unitária | 35    | 3,21 / 100,00   | 0,19  |
|                         | Bloco de Esquerda              | 34    | 3,12 / 100,00   | 3,11  |
|                         | Outros                         | 34    | 3,12 / 100,00   |       |
| Votos Inválidos         | Votos Inválidos                | 53    | 4,85 / 100,00   | 2,78  |
| Total                   | Total                          | 1 091 | 100,00 / 100,00 |       |
| Eleitorado/Participação | Eleitorado/Participação        | 1 581 | 69,01 / 100,00  | 0,13  |

#### Vale São Cosme
| Partido                 | Partido                        | Votos | %               | +/-  |
| ----------------------- | ------------------------------ | ----- | --------------- | ---- |
|                         | Partido Social Democrata       | 748   | 41,90 / 100,00  | 8,53 |
|                         | Partido Socialista             | 538   | 30,14 / 100,00  | 8,52 |
|                         | CDS – Partido Popular          | 200   | 11,20 / 100,00  | 0,94 |
|                         | Bloco de Esquerda              | 83    | 4,65 / 100,00   | 1,92 |
|                         | Coligação Democrática Unitária | 79    | 4,43 / 100,00   | 0,59 |
|                         | Outros                         | 57    | 3,20 / 100,00   |      |
| Votos Inválidos         | Votos Inválidos                | 80    | 4,48 / 100,00   | 1,47 |
| Total                   | Total                          | 1 785 | 100,00 / 100,00 |      |
| Eleitorado/Participação | Eleitorado/Participação        | 2 660 | 67,11 / 100,00  | 0,40 |

#### Vale São Martinho
| Partido                 | Partido                        | Votos | %               | +/-   |
| ----------------------- | ------------------------------ | ----- | --------------- | ----- |
|                         | Partido Social Democrata       | 480   | 37,65 / 100,00  | 10,28 |
|                         | Partido Socialista             | 461   | 36,16 / 100,00  | 8,95  |
|                         | CDS – Partido Popular          | 169   | 13,25 / 100,00  | 0,68  |
|                         | Bloco de Esquerda              | 40    | 3,14 / 100,00   | 4,66  |
|                         | Coligação Democrática Unitária | 30    | 2,35 / 100,00   | 0,12  |
|                         | Outros                         | 42    | 3,30 / 100,00   |       |
| Votos Inválidos         | Votos Inválidos                | 53    | 4,16 / 100,00   | 1,21  |
| Total                   | Total                          | 1 275 | 100,00 / 100,00 |       |
| Eleitorado/Participação | Eleitorado/Participação        | 1 793 | 71,11 / 100,00  | 2,23  |

#### Vermoim
| Partido                 | Partido                        | Votos | %               | +/-  |
| ----------------------- | ------------------------------ | ----- | --------------- | ---- |
|                         | Partido Socialista             | 707   | 40,94 / 100,00  | 9,40 |
|                         | Partido Social Democrata       | 650   | 37,64 / 100,00  | 9,56 |
|                         | CDS – Partido Popular          | 127   | 7,35 / 100,00   | 0,09 |
|                         | Coligação Democrática Unitária | 67    | 3,88 / 100,00   | 0,15 |
|                         | Bloco de Esquerda              | 63    | 3,65 / 100,00   | 1,72 |
|                         | PCTP/MRPP                      | 18    | 1,04 / 100,00   | 0,31 |
|                         | Outros                         | 35    | 2,02 / 100,00   |      |
| Votos Inválidos         | Votos Inválidos                | 60    | 3,47 / 100,00   | 1,13 |
| Total                   | Total                          | 1 727 | 100,00 / 100,00 |      |
| Eleitorado/Participação | Eleitorado/Participação        | 2 673 | 64,61 / 100,00  | 3,69 |

#### Vila Nova de Famalicão
| Partido                 | Partido                        | Votos | %               | +/-   |
| ----------------------- | ------------------------------ | ----- | --------------- | ----- |
|                         | Partido Social Democrata       | 2 129 | 43,58 / 100,00  | 10,06 |
|                         | Partido Socialista             | 1 324 | 27,10 / 100,00  | 10,19 |
|                         | CDS – Partido Popular          | 707   | 14,47 / 100,00  | 1,36  |
|                         | Coligação Democrática Unitária | 201   | 4,11 / 100,00   | 0,26  |
|                         | Bloco de Esquerda              | 198   | 4,05 / 100,00   | 3,46  |
|                         | Outros                         | 127   | 2,58 / 100,00   |       |
| Votos Inválidos         | Votos Inválidos                | 199   | 4,07 / 100,00   | 1,87  |
| Total                   | Total                          | 4 885 | 100,00 / 100,00 |       |
| Eleitorado/Participação | Eleitorado/Participação        | 7 004 | 69,75 / 100,00  | 2,25  |

#### Vilarinho das Cambas
| Partido                 | Partido                        | Votos | %               | +/-   |
| ----------------------- | ------------------------------ | ----- | --------------- | ----- |
|                         | Partido Social Democrata       | 357   | 50,85 / 100,00  | 13,44 |
|                         | Partido Socialista             | 174   | 24,79 / 100,00  | 12,35 |
|                         | CDS – Partido Popular          | 89    | 12,68 / 100,00  | 1,26  |
|                         | Bloco de Esquerda              | 26    | 3,70 / 100,00   | 4,28  |
|                         | Coligação Democrática Unitária | 19    | 2,71 / 100,00   | 0,51  |
|                         | PCTP/MRPP                      | 8     | 1,14 / 100,00   | 0,24  |
|                         | Outros                         | 11    | 1,57 / 100,00   |       |
| Votos Inválidos         | Votos Inválidos                | 18    | 2,57 / 100,00   | 1,06  |
| Total                   | Total                          | 702   | 100,00 / 100,00 |       |
| Eleitorado/Participação | Eleitorado/Participação        | 1 061 | 66,16 / 100,00  | 3,88  |